# 細川政勝
細川 政勝（ほそかわ まさかつ）は、戦国時代から江戸時代にかけての武将。細川和泉上守護家出身。『地下家伝』では和泉守護とされるが詳細は不明。「非蔵人座次惣次第」には「国人称和泉館」とあり、「非蔵人系図」では「茨木城主和泉守護」とされる。